# Карасук (місто)
Карасу́к (з тюркських, ср. чулим. карасук, сиб. тат. қарасу, півд. алт. қарасуу, хак. карасуғ, «чорна вода») — місто (з 1954) в Росії, адміністративний центр Карасуцького району Новосибірської області.

## Географія
Карасук — адміністративний центр району, розташований на півночі Кулундинського степу в південно-західній частині Новосибірської області. Відстань до м Новосибірськ — 384 км.

## Промисловість
Місто Карасук — великий залізничний вузол, що включає в себе дві станції: Карасук-1 і Карасук-3. У місті працюють підприємства харчової промисловості: ЗАТ «Карасукський м'ясокомбінат», ТОВ «Хлібний дім Карасук», ВАТ «Карасукський комбінат хлібопродуктів», ТОВ «Комета», рибозавод. Карасукський молочно-консервний комбінат був закритий у 2010 році. Більшість його співробітників були перекваліфіковані на різні посади в Карасукському локомотивному ремонтному депо.

## Населення
| 1939    | 1959    | 1967    | 1970    | 1979    | 1989    | 1992    |
| ------- | ------- | ------- | ------- | ------- | ------- | ------- |
| 7265    | ↗19 961 | ↗24 000 | ↘22 637 | ↗25 532 | ↗29 401 | ↗30 000 |
| 1996    | 2000    | 2001    | 2002    | 2005    | 2006    | 2007    |
| ↗30 900 | →30 900 | ↘30 800 | ↘28 734 | ↘28 300 | →28 300 | ↗28 340 |
| 2008    | 2009    | 2010    | 2011    | 2012    | 2013    | 2014    |
| ↗28 700 | ↗28 887 | ↘28 586 | ↗28 600 | ↘28 451 | ↘28 415 | ↘28 074 |
| 2015    | 2016    | 2017    |         |         |         |         |
| ↘27 650 | ↘27 332 | ↘27 196 |         |         |         |         |